# Sindaci di Verona
Di seguito l'elenco cronologico dei sindaci di Verona e delle altre figure apicali equivalenti che si sono succedute nel corso della storia.

## Regno d'Italia (1866-1946)
| Sindaci nominati dal governo (1866-1889)                                       | Sindaci nominati dal governo (1866-1889) | Sindaci nominati dal governo (1866-1889) | Sindaci nominati dal governo (1866-1889) | Sindaci nominati dal governo (1866-1889) | Sindaci nominati dal governo (1866-1889) | Sindaci nominati dal governo (1866-1889) |
| Nominativo                                                                     | Nominativo                               | Partito                                  | Partito                                  | Mandato                                  | Mandato                                  |                                          |
| Nominativo                                                                     | Nominativo                               | Partito                                  | Partito                                  | Inizio                                   | Fine                                     |                                          |
| ------------------------------------------------------------------------------ | ---------------------------------------- | ---------------------------------------- | ---------------------------------------- | ---------------------------------------- | ---------------------------------------- | ---------------------------------------- |
|                                                                                | Alessandro Carlotti                      |                                          | Indipendente                             | 1866                                     | 1867                                     |                                          |
|                                                                                | Giulio Camuzzoni                         |                                          | Destra storica                           | 1867                                     | 1883                                     |                                          |
|                                                                                | Antonio Guglielmi                        |                                          | Destra storica                           | 1883                                     | 1887                                     |                                          |
|                                                                                | Giovanni Battista Albertini              |                                          | Destra storica                           | 1887                                     | 1888                                     |                                          |
|                                                                                | Antonio Perez                            |                                          | Destra storica                           | 1888                                     | 1889                                     |                                          |
| Sindaci eletti dal Consiglio comunale (1889-1926)                              |                                          |                                          |                                          |                                          |                                          |                                          |
| Nominativo                                                                     | Nominativo                               | Partito                                  | Partito                                  | Mandato                                  | Mandato                                  |                                          |
| Nominativo                                                                     | Nominativo                               | Partito                                  | Partito                                  | Inizio                                   | Fine                                     |                                          |
|                                                                                | Agostino Renzi Tessari                   |                                          | Destra storica                           | 1889                                     | 1891                                     |                                          |
|                                                                                | Augusto Caperle                          |                                          | Sinistra storica                         | 1891                                     | 1895                                     |                                          |
|                                                                                | Antonio Guglielmi                        |                                          | Destra storica                           | 1895                                     | 1907                                     |                                          |
|                                                                                | Luigi Bellini Carnesali                  |                                          | Destra storica                           | 1907                                     | 1909                                     |                                          |
|                                                                                | Eugenio Gallizioli                       |                                          | Partito Radicale Italiano                | 1909                                     | 1914                                     |                                          |
|                                                                                | Tullio Zanella                           |                                          | Partito Socialista Italiano              | 1914                                     | 1920                                     |                                          |
|                                                                                | Albano Pontedera                         |                                          | Partito Socialista Italiano              | 1920                                     | 1922                                     |                                          |
|                                                                                | Vittorio Raffaldi                        |                                          | Partito Nazionale Fascista               | 1922                                     | 1926                                     |                                          |
| Podestà nominati dal governo (1926-1945)                                       |                                          |                                          |                                          |                                          |                                          |                                          |
| Nominativo                                                                     | Nominativo                               | Partito                                  | Partito                                  | Mandato                                  | Mandato                                  |                                          |
| Nominativo                                                                     | Nominativo                               | Partito                                  | Partito                                  | Inizio                                   | Fine                                     |                                          |
|                                                                                | Vittorio Raffaldi                        |                                          | Partito Nazionale Fascista               | 1926                                     | 1928                                     |                                          |
|                                                                                | Filippo Nereo Vignola                    |                                          | Partito Nazionale Fascista               | 1928                                     | 1930                                     |                                          |
|                                                                                | Mario Pasti                              |                                          | Partito Nazionale Fascista               | 1930                                     | 1930                                     |                                          |
|                                                                                | Luigi Marenzi                            |                                          | Partito Nazionale Fascista               | 1930                                     | 1933                                     |                                          |
|                                                                                | Alberto Donella                          |                                          | Partito Nazionale Fascista               | 1933                                     | 1943                                     |                                          |
|                                                                                | Luigi Grancelli                          |                                          | Partito Fascista Repubblicano            | 1943                                     | 1945                                     |                                          |
| Sindaci nominati dal Comitato di Liberazione Nazionale Alta Italia (1945-1946) |                                          |                                          |                                          |                                          |                                          |                                          |
| Nominativo                                                                     | Nominativo                               | Partito                                  | Partito                                  | Mandato                                  | Mandato                                  |                                          |
| Nominativo                                                                     | Nominativo                               | Partito                                  | Partito                                  | Inizio                                   | Fine                                     |                                          |
|                                                                                | Aldo Fedeli                              |                                          | Partito Socialista Italiano              | 1945                                     | 1946                                     |                                          |

## Repubblica Italiana (dal 1946)
| Sindaci eletti dal Consiglio comunale (1946-1994)    | Sindaci eletti dal Consiglio comunale (1946-1994) | Sindaci eletti dal Consiglio comunale (1946-1994) | Sindaci eletti dal Consiglio comunale (1946-1994) | Sindaci eletti dal Consiglio comunale (1946-1994) | Sindaci eletti dal Consiglio comunale (1946-1994) | Sindaci eletti dal Consiglio comunale (1946-1994) | Sindaci eletti dal Consiglio comunale (1946-1994) | Sindaci eletti dal Consiglio comunale (1946-1994) |
| Nominativo                                           | Nominativo                                        | Partito                                           | Partito                                           | Giunta                                            | Giunta                                            | Mandato                                           | Mandato                                           | Elezione                                          |
| Nominativo                                           | Nominativo                                        | Partito                                           | Partito                                           | Giunta                                            | Giunta                                            | Inizio                                            | Fine                                              | Elezione                                          |
| ---------------------------------------------------- | ------------------------------------------------- | ------------------------------------------------- | ------------------------------------------------- | ------------------------------------------------- | ------------------------------------------------- | ------------------------------------------------- | ------------------------------------------------- | ------------------------------------------------- |
|                                                      | Aldo Fedeli                                       |                                                   | Partito Socialista Italiano                       |                                                   | Fronte Democratico Popolare                       | 1946                                              | 1951                                              | Elezione 1946                                     |
|                                                      | Giovanni Uberti                                   |                                                   | Democrazia Cristiana                              |                                                   | DC-PSDI-PLI                                       | 1951                                              | 1956                                              | Elezione 1951                                     |
|                                                      | Giorgio Zanotto                                   |                                                   | Democrazia Cristiana                              |                                                   | DC-PSDI-PLI                                       | 1956                                              | 1960                                              | Elezione 1956                                     |
|                                                      | Giorgio Zanotto                                   | DC-PSDI-PLI                                       | Democrazia Cristiana                              | 1960                                              | 1964                                              | Elezione 1960                                     |                                                   |                                                   |
|                                                      | Renato Gozzi                                      |                                                   | Democrazia Cristiana                              |                                                   | DC-PSI-PSDI                                       | 1965                                              | 1970                                              | Elezione 1964                                     |
|                                                      | Carlo Delaini                                     |                                                   | Democrazia Cristiana                              |                                                   | DC-PSI-PSDI                                       | 1970                                              | 1971                                              | Elezione 1970                                     |
|                                                      | Leonzio Veggio                                    |                                                   | Democrazia Cristiana                              |                                                   | DC-PSI-PSDI                                       | 1971                                              | 1973                                              | Elezione 1970                                     |
|                                                      | Carlo Delaini                                     |                                                   | Democrazia Cristiana                              |                                                   | DC-PSI-PSDI                                       | 1973                                              | 1975                                              | Elezione 1970                                     |
|                                                      | Renato Gozzi                                      |                                                   | Democrazia Cristiana                              |                                                   | DC-PSI-PSDI                                       | 1975                                              | 1980                                              | Elezione 1975                                     |
|                                                      | Gabriele Sboarina                                 |                                                   | Democrazia Cristiana                              |                                                   | DC-PSI-PSDI-PLI-PRI                               | 1980                                              | 1985                                              | Elezione 1980                                     |
|                                                      | Gabriele Sboarina                                 | DC-PSI-PSDI-PLI-PRI                               | Democrazia Cristiana                              | 30 luglio 1985                                    | 30 luglio 1990                                    | Elezione 1985                                     |                                                   |                                                   |
|                                                      | Aldo Sala                                         |                                                   | Democrazia Cristiana                              |                                                   | DC-PSI-PSDI-PLI-PRI                               | 30 luglio 1990                                    | 23 aprile 1993                                    | Elezione 1990                                     |
|                                                      | Enzo Erminero                                     |                                                   | Democrazia Cristiana                              |                                                   | DC-PSI-PSDI-PLI                                   | 24 aprile 1993                                    | 1º dicembre 1993                                  | Elezione 1990                                     |
|                                                      | Alberto De Muro (Commissario prefettizio)         | –                                                 | –                                                 | –                                                 | –                                                 | 1º dicembre 1993                                  | 4 gennaio 1994                                    | –                                                 |
| Alberto De Muro (Commissario straordinario)          | 4 gennaio 1994                                    | –                                                 | –                                                 | –                                                 | –                                                 | 26 giugno 1994                                    |                                                   | –                                                 |
| Sindaci eletti direttamente dai cittadini (dal 1994) |                                                   |                                                   |                                                   |                                                   |                                                   |                                                   |                                                   |                                                   |
| Nominativo                                           | Nominativo                                        | Partito                                           | Partito                                           | Coalizione                                        | Coalizione                                        | Mandato                                           | Mandato                                           | Elezione                                          |
| Nominativo                                           | Nominativo                                        | Partito                                           | Partito                                           | Coalizione                                        | Coalizione                                        | Inizio                                            | Fine                                              | Elezione                                          |
|                                                      | Michela Sironi                                    |                                                   | Forza Italia                                      |                                                   | FI-CCD-LN-AN                                      | 26 giugno 1994                                    | 7 giugno 1998                                     | Elezione 1994                                     |
|                                                      | Michela Sironi                                    | FI-AN-CCD-CDU                                     | Forza Italia                                      | 7 giugno 1998                                     | 28 maggio 2002                                    | Elezione 1998                                     |                                                   |                                                   |
|                                                      | Paolo Zanotto                                     |                                                   | Democrazia è Libertà - La Margherita              |                                                   | DL-DS-FdV                                         | 28 maggio 2002                                    | 31 maggio 2007                                    | Elezione 2002                                     |
|                                                      | Flavio Tosi                                       |                                                   | Lega Nord (2007-2015)                             |                                                   | FI-LN-AN                                          | 31 maggio 2007                                    | 10 maggio 2012                                    | Elezione 2007                                     |
|                                                      | Flavio Tosi                                       | LN-L. civiche                                     | Lega Nord (2007-2015)                             | 10 maggio 2012                                    | 27 giugno 2017                                    | Elezione 2012                                     |                                                   |                                                   |
|                                                      | Flavio Tosi                                       | LN-L. civiche                                     | Fare! (2015-2017)                                 | 10 maggio 2012                                    | 27 giugno 2017                                    | Elezione 2012                                     |                                                   |                                                   |
|                                                      | Federico Sboarina                                 |                                                   | Indipendente (2017-2021)                          |                                                   | FI-LN-FdI-L. civiche                              | 27 giugno 2017                                    | 29 giugno 2022                                    | Elezione 2017                                     |
|                                                      | Federico Sboarina                                 | Fratelli d'Italia (2021-2022)                     |                                                   |                                                   | FI-LN-FdI-L. civiche                              | 27 giugno 2017                                    | 29 giugno 2022                                    | Elezione 2017                                     |
|                                                      | Damiano Tommasi                                   |                                                   | Indipendente                                      |                                                   | PD-L. civiche                                     | 29 giugno 2022                                    | in carica                                         | Elezione 2022                                     |